# Natalja Akiłowa
Natalja Akiłowa (ur. 31 maja 1993 w Temirtau w Kazachstanie) – kazachska siatkarka, grająca jako rozgrywająca. Obecnie występuje w drużynie Metallurg.